# Hà Huy Tập
Hà Huy Tập (24 tháng 4 năm 1906 – 28 tháng 8 năm 1941) là một nhà cách mạng Việt Nam, Tổng Bí thư thứ ba của Đảng Cộng sản Đông Dương.

## Thân thế
Hà Huy Tập sinh ngày 24 tháng 4 năm 1906 ở làng Kim Nặc, tổng Thổ Ngọa, nay là xã Cẩm Hưng, huyện Cẩm Xuyên, tỉnh Hà Tĩnh. Nguyên tên lúc nhỏ của ông là Hà Huy Khiêm, còn gọi là Ba, là con thứ ba trong gia đình 5 anh em.
Cha ông vốn từng đỗ Cử nhân Nho học nhưng không ra làm quan mà ở lại quê nhà dạy học và bốc thuốc. Ngoài căn bản Nho học được truyền thụ từ cha, ông còn theo học bậc Tiểu học tại Thị xã Hà Tĩnh. Sau khi học hết bậc Tiểu học, năm 1919, ông thi vào trường Quốc học Huế. Năm 1923, ông tốt nghiệp Diplôme hạng ưu, được phân về dạy tại trường Tiểu học Nha Trang (nay là Trường Trung học phổ thông Nguyễn Văn Trỗi) cho đến năm 1926.

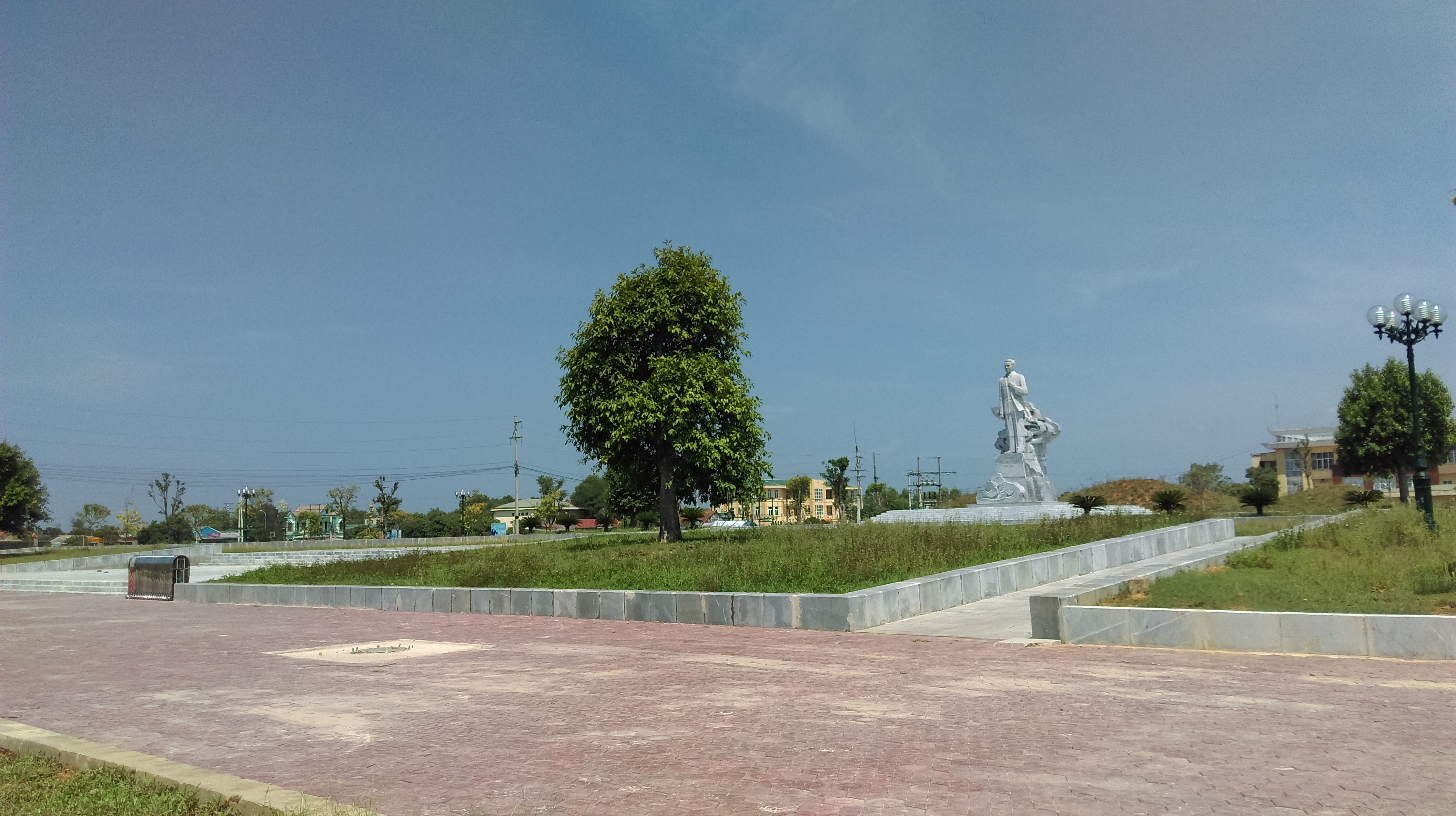
Quảng trường Hà Huy Tập tại Thị trấn Cẩm Xuyên, huyện Cẩm Xuyên, Hà Tĩnh.

Tiểu sử tự thuật của Hà Huy Tập khi học tại trường Phương Đông: "Tôi sinh ra trong một gia đình nông dân hai trai hai gái. Bố tôi mất năm 1916. Mẹ tôi còn sống. Anh cả tôi khi thì ở nông thôn trồng lúa trên những thửa ruộng của mẹ tôi, khi thì làm việc trong các xí nghiệp công hoặc hầm mỏ vì anh ấy không thể đủ cấp cho nhu cầu gia đình với những công việc đồng áng. Em gái út của tôi là vợ của một người cộng sản vừa tháng 6/1929 bị kết án lao động khổ sai cho đến khi chết. Người em gái này không có điều kiện đi học. Về phần tôi, tôi đã lập gia đình với một nữ cộng sản năm 1929..."

## Bắt đầu hoạt động cách mạng
Chịu ảnh hưởng của cha, thời gian làm giáo viên tiểu học, ngoài việc dạy học cho lớp trẻ, Hà Huy Tập dạy chữ cho công nhân và dân nghèo. Ông trích tiền lương của mình để mua sách vở cho các học sinh nghèo của mình. Hoạt động của ông được một số trí thức trẻ khác tán đồng và giới thiệu ông tham gia vào một tổ chức chính trị có tên là Hội Phục Việt mà về sau hình thành nên Tân Việt Cách mạng Đảng.
Giữa năm 1926, Hà Huy Tập bị viên công sứ Pháp ở Nha Trang là P. Bréda (1919 - 1931) sa thải và trục xuất khỏi Nha Trang. Tháng 8 năm 1926, ông tìm được công việc dạy học ở trường tiểu học Cao Xuân Dục (Vinh, Nghệ An). Tháng 3 năm 1927, ông chuyển vào Sài Gòn hoạt động, kiếm sống và dạy học ở An Nam học đường tức trường Nguyễn Xích Hồng.
Tháng 1 năm 1928, Hà Huy Tập lại bị sa thải khỏi An Nam học đường. Ông vẫn tiếp tục công việc dạy học và tuyên truyền cách mạng từ Bà Rịa, Biên Hòa, đến Sài Gòn, Gia Định.
Tháng 7 năm 1928, Hà Huy Tập ra Bắc, được giao nhiệm vụ liên lạc với Việt Nam Thanh niên Cách mạng Đồng chí Hội ngõ hầu tìm cách thống nhất tất cả các tổ chức chống thực dân Pháp vào một tổ chức hành động chung. Tháng 12 năm 1928, ông được cử sang Quảng Châu (Trung Quốc) để tham gia một khóa huấn luyện của Việt Nam Thanh niên Cách mạng Đồng chí Hội. Ấn tượng mạnh với tư tưởng của Nguyễn Ái Quốc và tác phẩm Đường Kách Mệnh, từ đó ông tích cực hoạt động trong Việt Nam Thanh niên Cách mạng Đồng chí Hội
Ngày 19 tháng 7 năm 1929, Hà Huy Tập sang Liên Xô, học trường Đại học Lao động Cộng sản Phương Đông của Quốc tế Cộng sản ở Moskva với bí danh là Xi-nhi-trơ-kin (Синичкин). Cuối năm 1929, ông được kết nạp vào Đảng Cộng sản toàn liên bang (bôn-sê-vích). Trong thời gian này ông đã soạn thảo "Chương trình hành động của Đảng Cộng sản Đông Dương" và "Sơ thảo lịch sử phong trào Cộng sản ở Đông Dương".
Tháng 4 năm 1934, Hà Huy Tập tốt nghiệp khóa học và trở về Việt Nam. Trên đường đi ông bị Pháp bắt và bị trục xuất sang Bỉ, sau đó trở về Trung Quốc, được Quốc tế Cộng sản chỉ định tham gia Ban Chỉ huy Hải ngoại của Đảng Cộng sản Đông Dương, do Lê Hồng Phong là Bí thư. Từ ngày 16 đến ngày 21 tháng 6 năm 1934, Hội nghị Ban chỉ huy hải ngoại của Đảng Cộng sản Đông Dương và đại diện các tổ chức Đảng ở trong nước được tổ chức, gồm có Lê Hồng Phong, Hà Huy Tập, Nguyễn Văn Dựt, Nguyễn Văn Tham và Trần Văn Chấn. Hội nghị đã thông qua Nghị quyết Chính trị và Nghị quyết Về các vấn đề tổ chức.
Tháng 3 năm 1935, tại Đại hội I của Đảng ở Ma Cao, Lê Hồng Phong được bầu làm Tổng Bí thư. Hà Huy Tập được bầu vào Ban Chấp hành Trung ương và được cử vào cương vị Bí thư Ban Chỉ huy hải ngoại. Đến tháng 7 năm 1936, Ban Chỉ huy Hải ngoại của Đảng họp Hội nghị lần thứ nhất, Ban Chấp hành Trung ương cử ông về nước để lập lại Trung ương cấp ủy và giữ chức Tổng Bí thư từ ngày 26 tháng 7. Ông trực tiếp chỉ đạo các báo L'Avant garde (Tiền phong) (1937), Dân chúng (1938) của Đảng dưới danh nghĩa "cơ quan lao động và dân chúng" ở Nam Kỳ.
Từ 3 tháng 9 đến 5 tháng 9 năm 1937, Hội nghị Trung ương họp ở Bà Điểm, Gia Định, Hà Huy Tập báo cáo kiểm điểm sự lãnh đạo của đảng từ sau Đại hội I đến năm 1937. Ngày 30 tháng 3 năm 1938, ông cùng Lê Hồng Phong chủ trì Hội nghị lần thứ 3 Ban chấp hành Trung ương Đảng tại Bà Điểm. Tại hội nghị này, ông thôi giữ chức Tổng bí thư, nhưng vẫn tham gia Thường vụ Trung ương Đảng. Người kế nhiệm ông là Nguyễn Văn Cừ.
Ngày 1 tháng 5 năm 1938, Hà Huy Tập bị bắt do có chỉ điểm trong khi tham dự ngày Quốc tế Lao động tại Sài Gòn. Ông bị trục xuất khỏi Nam Kỳ và bị đưa về quê chịu quản thúc. Đến ngày 30 tháng 3 năm 1940, ông bị bắt lại và đưa vào Nam Kỳ. Ngày 25 tháng 10 năm đó, ông bị thực dân Pháp xử tuyên án 5 năm tù giam. Tại phiên tòa này, Hà Huy Tập đã được một luật sư trẻ là Nguyễn Văn Huyền, người về sau này giữ chức Phó tổng thống Việt Nam Cộng hòa, làm luật sư biện hộ.
Ngày 25 tháng 3 năm 1941, chính quyền Pháp đổi bản án của Hà Huy Tập thành án tử hình vì "chịu trách nhiệm tinh thần về cuộc khởi nghĩa Nam Kỳ". Cùng bị kết án tử hình với Hà Huy Tập còn có Nguyễn Văn Cừ, Võ Văn Tần, Nguyễn Thị Minh Khai). Trước tòa ông tuyên bố: "Tôi chẳng có gì phải hối tiếc. Nếu còn sống tôi sẽ tiếp tục hoạt động".
Ngày 28 tháng 8 năm 1941, Hà Huy Tập bị chính quyền Pháp xử bắn cùng với một số người khác tại Sở Rác (nay là bệnh viện Hóc Môn, Sài Gòn).
Ngày 22 tháng 11 năm 2009, hài cốt của Hà Huy Tập được phát hiện tại khu vực Bến Tắm Ngựa thuộc xã Xuân Thới Thượng, huyện Hóc Môn, Thành phố Hồ Chí Minh. Ngày 1 tháng 12 cùng năm, lễ viếng và truy điệu linh cữu ông được tổ chức tại Hội trường Thống Nhất Thành phố Hồ Chí Minh, đã có nhiều quan chức lãnh đạo của đảng và hàng trăm đoàn đại biểu từ các nơi đến chờ viếng. Sau đó, linh cữu ông được đưa về an táng tại huyện Cẩm Xuyên, tỉnh Hà Tĩnh.

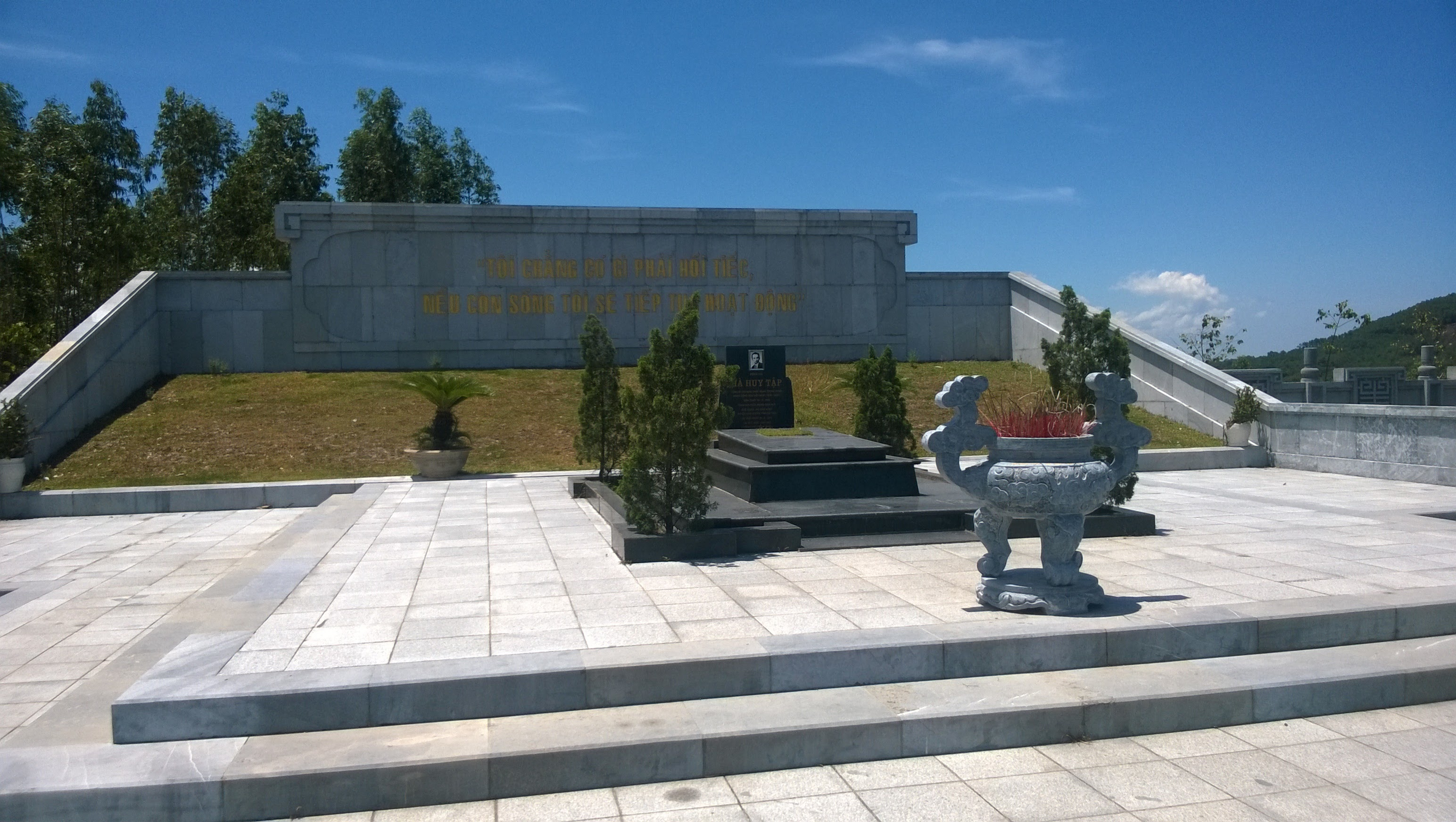
Lăng mộ Hà Huy Tập

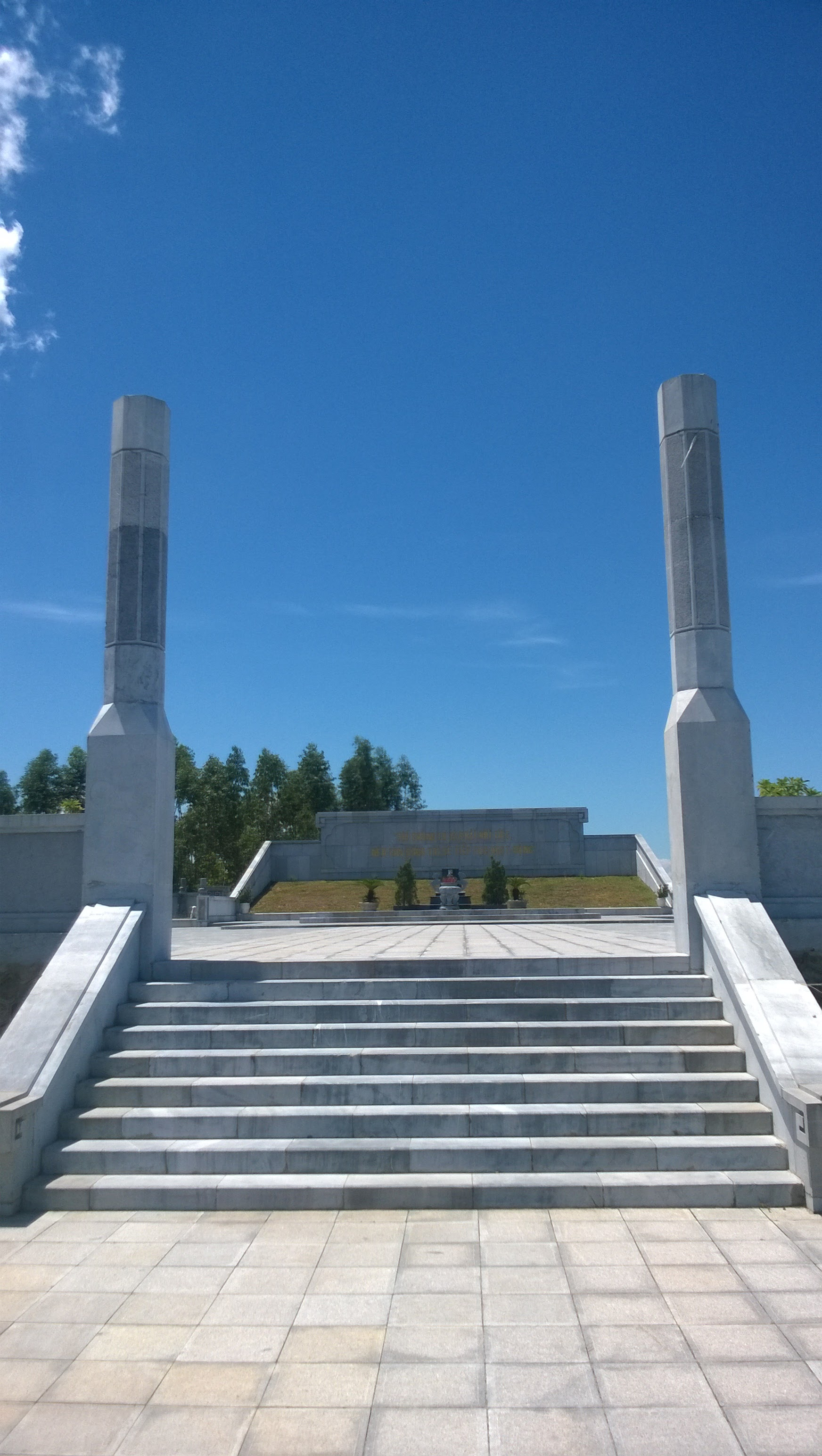
Tại Khu Lăng mộ Hà Huy Tập.

## Tác phẩm và bút danh
Toàn bộ tác phẩm của Hà Huy Tập gồm 14 bài viết và văn kiện, 20 tác phẩm sách báo trong đó có cuốn Sơ thảo lịch sử phong trào cộng sản Đông Dương bằng tiếng Pháp, 291 trang, xuất bản đầu năm 1933 (lấy bút danh Hồng Thế Công (H-T-C)) và Trôtxkit và phản cách mạng (lấy bút danh Thanh Hương). Ngoài 2 bút danh trên, Hà Huy Tập còn có các bút danh khác như Xinhikin, Xinhitrơkin, Sinitchkin, Giodep Marat, Hồng Quy Vít và Nhỏ.
- Lịch sử của Tân Việt cách mệnh Đảng (1929);
- Hoạt động của Đảng Cộng sản Đông Dương (1931);
- Đảng Cộng sản Đông Dương đứng trước chủ nghĩa cải lương quốc gia (1932);
- Thư gửi Ban biên tập Tạp chí Bôn-sơ-vích (1932);
- Kỷ niệm ba năm ngày Đảng Cộng sản Đông Dương thống nhất (1933),

v.v..

## Gia đình của ông
Ông Hà Huy Tập lập gia đình với bà Nguyễn Thị Giáo năm 1928. Hai người có với nhau một người con gái duy nhất tên là Hà Thị Thúy Hồng, sinh ngày 2 tháng 3 năm 1929. Trong đời hoạt động của mình, Hà Huy Tập đã nhiều lấy tên của con gái mình để làm bút danh như Hồng Thế Công, Hồng Quy Vít…
Khoảng 4-5 năm sau khi sinh con, bà Nguyễn Thị Giáo cùng con gái từ quê ở Hà Tĩnh vào Huế rồi lưu lạc vào Sài Gòn sống một thời gian rồi xuống Cần Thơ, sau đó lại lên Sài Gòn. Sau khi ông bị kết án tử hình, bà Giáo kết duyên với người chồng thứ hai tên là Tạ Phước Lai ở Sài Gòn, sinh thêm 3 người em chung mẹ khác cha với bà Hồng, hiện nay đều sống bên Mỹ. Bà Giáo mất năm 1997 tại Thành phố Hồ Chí Minh.
Bà Hồng từ thuở nhỏ được cha dượng coi như con đẻ, cho học xong chương trình Diplome trường Pháp - Việt. Sau Cách mạng tháng Tám, bà theo nghề mẹ làm giáo viên tiểu học tại trường Chi Lăng, rồi xây dựng gia đình với ông Bùi Quang Hiên hơn bà 6 tuổi. Ông Hiên đã từng tham gia Việt Minh chống Pháp tại vùng Chiến khu D, sau năm 1954, ông ở lại miền Nam và hoạt động bị tù đày ở Côn Đảo suốt 10 năm. Năm 1965 ra tù, ông về hoạt động ở Sài Gòn, rồi mất 1988. Ông bà có ba người con đều là gái có tên là Hồng Anh, Hồng Liên và Hồng Vân. Bà Hồng hiện sống tại Thành phố Hồ Chí Minh.

## Vinh danh
Tên của ông được đặt cho các đường phố ở Hà Nội (nối Ngô Gia Tự và Đặng Phúc Thông), thành phố Hồ Chí Minh (nối Nguyễn Phan Chánh và đường Nam đoạn qua công viên hồ bán nguyệt), Đồng Hới, Quảng Bình (nối đường Hoàng Diệu với đường Lý Thái Tổ), Nam Định (nối Thành Chung với Bến Thóc), Vinh (nối Nguyễn Trãi với Nguyễn Văn Cừ), Đà Nẵng (nối đường Trường Chinh với đường Hà Khê), Quy Nhơn (nối đường Hai Bà Trưng với đường Đô đốc Bảo), Hà Tĩnh đoạn QL.1 (nối đường từ Phan Đình Phùng đến Cầu Phủ), đường Hà Huy Tập nối đường Hùng Vương với Quách Thị Trang ở Xã Vĩnh Thanh, huyện Nhơn Trạch, Đồng Nai...

## Liên kết
- Tiểu sử trên trang www.dangcongsan.vn Lưu trữ ngày 20 tháng 4 năm 2006 tại Wayback Machine
- Hà Huy Tập Lưu trữ ngày 1 tháng 7 năm 2012 tại Wayback Machine
- Tìm thấy hài cốt cố Tổng bí thư Hà Huy Tập
- Nhà lưu niệm đồng chí Hà Huy Tập Tổng Bí thư Đảng cộng sản Việt Nam Lưu trữ ngày 3 tháng 8 năm 2013 tại Wayback Machine